# Franciszek Midura
Franciszek Midura (ur. 10 listopada 1939 w Wadowicach Górnych) – polski historyk sztuki, muzeolog, krajoznawca i publicysta.

## Życiorys
W 1959 ukończył Państwowe Liceum Kulturalno-Oświatowe w Rożnicy, a w 1970 studia magisterskie na Uniwersytecie Warszawskim (wychowanie estetyczne). Po 1972 został sekretarzem Rady Uniwersytetów Ludowych, pracując na Uniwersytecie Warszawskim. W 1974 powołano go na stanowisko dyrektora Muzeum Etnograficznego w Warszawie. Doktoryzował się w 1975 (UW) z zakresu estetyki sztuki ludowej. W 1976 został wicedyrektorem Zarządu Muzeów i Ochrony Zabytków Ministerstwa Kultury i Sztuki. Od 1977 był przewodniczącym Komisji Opieki nad Zabytkami Zarządu Głównego PTTK. W 1983 był inicjatorem powstania Klubu Indywidualnych Użytkowników Obiektów Zabytkowych. Jednocześnie był wykładowcą Akademii Sztuk Pięknych w Warszawie, a potem w Katedrze Etnografii i Geografii UW, natomiast w latach 1986–1991 w Studium Podyplomowym Konserwacji Zabytków Politechniki Warszawskiej. Od 1970 był redaktorem czasopism: Regiony, Ziemia, Muzealnictwo, Acta scansenologica, Rocznik Podhalański, Rocznik Muzeum Narodowego Rolnictwa w Szreniawie, „Materiały Muzeum Budownictwa Ludowego w Sanoku”. Opublikował około 120 artykułów fachowych z zakresu ochrony zabytków, muzealnictwa, rzemiosła artystycznego i sztuki ludowej. Otrzymał Złoty Krzyż Zasługi, Krzyż Kawalerski oraz Oficerski (2001) Orderu Odrodzenia Polski i nagrodę II stopnia przewodniczącego Głównego Komitetu Kultury Fizycznej i Turystyki za osiągnięcia krajoznawcze.